# Geremia Lambertenghi
Geremia Lambertenghi (Como, 1440 – Forlì, 25 marzo 1513) è stato un religioso italiano.

## Biografia
Nacque nel 1440 a Como da Francesco Lambertenghi (Decurione della città) e Ursina di Fontanella, due nobili comaschi. All'età di vent'anni decise vestire l'abito dei terziari francescani e di unirsi agli eremiti che si trovavano nell'eremo di San Donato di Como. Si racconta che quando, per fare la questua, si recava in città evitasse di fare visita ai propri genitori.
Ordinato sacerdote, nel 1475 venne inviato al convento di Montebello di Lodi, ove si dedicò con grande zelo a tecniche di ascesa e di penitenza spirituale e corporale, comprensive di digiuni frequentissimi, nottate intere trascorse a vegliare o a dormire su nude assi o fasci di legna, auto-fustigazioni con funi rannodate o catenelle di ferro e pratiche autolesionistiche con un martello di ferro. In queste circostanze, gli fu attribuito il titolo di Martire dei chiostri.
Nel 1489 fu destinato al convento del Santuario della Beata Vergine del Piratello di Imola.
In occasione del Giubileo del 1500 andò in pellegrinaggio a piedi a Roma. Sulla via del ritorno, fece visita alla Basilica della Santa Casa di Loreto. Nel 1508 divenne vicario del convento della chiesa di Santa Maria in Valverde a Forlì, di cui divenne in seguito priore. Gli abitanti della città, colpiti dalla sua personalità, lo soprannominarono "Padre Vecchio". 
Geremia Lambertenghi morì nel convento il 25 marzo 1513. Si narra che ai suoi funerali si ebbe una grandissima partecipazione del popolo forlivese, che cominciò spontaneamente a venerarlo come beato e come protettore dei tribolati. Le spoglie del beato Lambertenghi, che un tempo si trovano presso l'altare della cappella del Santissimo Sacramento del Duomo di Forlì, riposano oggi al Santuario del Piratello.